# باسارگینو
باسارگینو (به لاتین: Basargino) یک منطقهٔ مسکونی در روسیه است که در سرزمین آلتای واقع شده‌است.